# Centre européen de musique
Le Centre européen de musique (CEM) est un projet d'espace musical, éducatif, scientifique et culturel conçu et porté par le baryton Jorge Chaminé. Destiné à relier les maisons de Georges Bizet, de Pauline Viardot à Bougival dans un parc paysager spécialement réaménagé pour la circonstance, il est conçu comme un lieu de rencontre et de partage entre les arts, les humanités, les sciences et les générations.

## Naissance du projet
Le projet propose de construire au sein de ce parc les bâtiments mêmes du Centre européen de musique, centre d’enseignement musical de haut niveau accueillant de jeunes musiciens en formation, conçu comme un lieu de transmission et d’échanges interdisciplinaires autour de la musique romantique européenne. Il proposerait, dès son ouverture, une programmation de concerts, opéras, conférences et classes de maître publiques. Il serait en outre doté d’un laboratoire de recherche sur les liens entre la musique et le cerveau, d'un département médico-sportif spécialisé dans l'apport thérapeutique de la musique et d'une future résidence intergénérationnelle de musiciens, jeunes et retraités.
En réflexion depuis 2000, le projet connait actuellement des avancées considérables. L'inscription de son lieu clé, la Villa de Pauline Viardot, en tant que lieu emblématique du Loto du patrimoine, permet ainsi d'amorcer la restauration de celle-ci et d'initier la construction du projet dans son ensemble.
En 2000, Jorge Chaminé découvre la propriété des Frênes à Bougival, achetée par Pauline et Louis Viardot ainsi que leur ami Ivan Tourgueniev en 1874,. Il est fasciné par la beauté du site. Dès lors, il pense qu’elle justifie un projet européen. Des concerts, des conférences et des classes de maître sont organisés et dirigés par Jorge Chaminé dans la Villa Viardot. Un festival naît en 2008 et la mezzo-soprano Teresa Berganza vient donner une classe de maître consacrée à l'opéra Carmen, dont elle est une des références. Lorsqu’elle pénètre pour la première fois dans la Villa de Pauline Viardot, elle décide de revenir chaque année donner une session de formation avec Jorge Chaminé.
Le soutien des maires de Bougival et de La Celle-Saint-Cloud ainsi que les démarches entreprises par Jorge Chaminé auprès des responsables départementaux et régionaux ont permis d’officialiser le projet et de voir naître en 2013 l’Association du CEM qui est à son origine.

## Organisation
Le Centre européen de musique est une association loi de 1901, fondée et présidée par Jorge Chaminé, administrée par un conseil de quatorze membres et par un fonds de dotation, présidé par Louis Schweitzer.
Le conseil scientifique du Centre européen de musique est co-présidé par Maria Majno et Laurent Mayet. Il réunit vingt experts et universitaires français et internationaux : Philippe Abastado, Pascal-Raphaël Ambrogi, Jean-Michel Besnier, Emmanuel Bigand, Salwa Castelo-Branco, Nicolas Dufetel, Orlando Figes, Philippe Gros, Stefan Koelsch, Jean-Pierre Luminet, Raffaele Mellace, Isabelle Peretz, Ester Pineda, Israël Rosenfield, Bernard Sève, Barbara Tillmann, Fredrik Ullén et Francis Wolff.
En novembre 2020 et en juin 2021, le Centre européen de musique et son conseil scientifique ont organisé deux colloques internationaux et pluridisciplinaires.

### Réseau des Maisons et Musées de Musiciens Européens

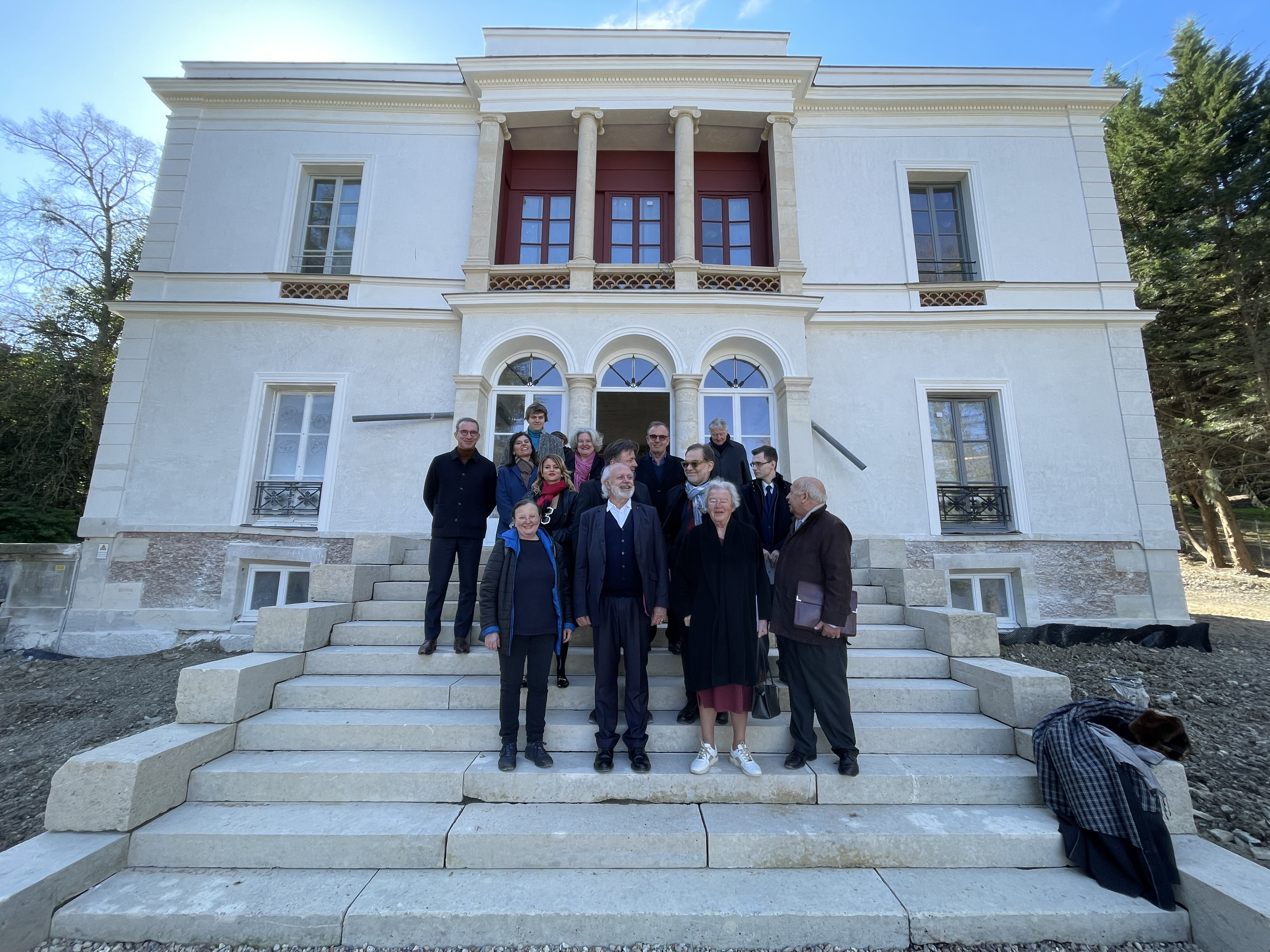
Lancement du réseau des Maisons et Musées de Musiciens Européens, le 3 avril 2022. Une partie des représentants des maisons et musées posent aux côtés de Jorge Chaminé devant la villa Viardot à Bougival

Le Centre Européen de Musique lance le 3 avril 2022 à Bougival un réseau des Maisons et Musées de Musiciens Européens (MMME). Il rassemble plus de 40 maisons, musées et partenaires institutionnels européens dont la Maison de Beethoven à Bonn (Allemagne), la Fondation Pablo Casals à Tarragone (Espagne), l'Académie et Musée Franz Liszt à Budapest (Hongrie) ou encore Europa Nostra à La Hague (Pays-Bas) et la ville de Lisbonne (Portugal). Ce réseau est voué à organiser des activités, échanges et programmes artistiques à l'échelle européenne. Il vise aussi à élargir les connexions culturelles sur le continent à travers la musique.

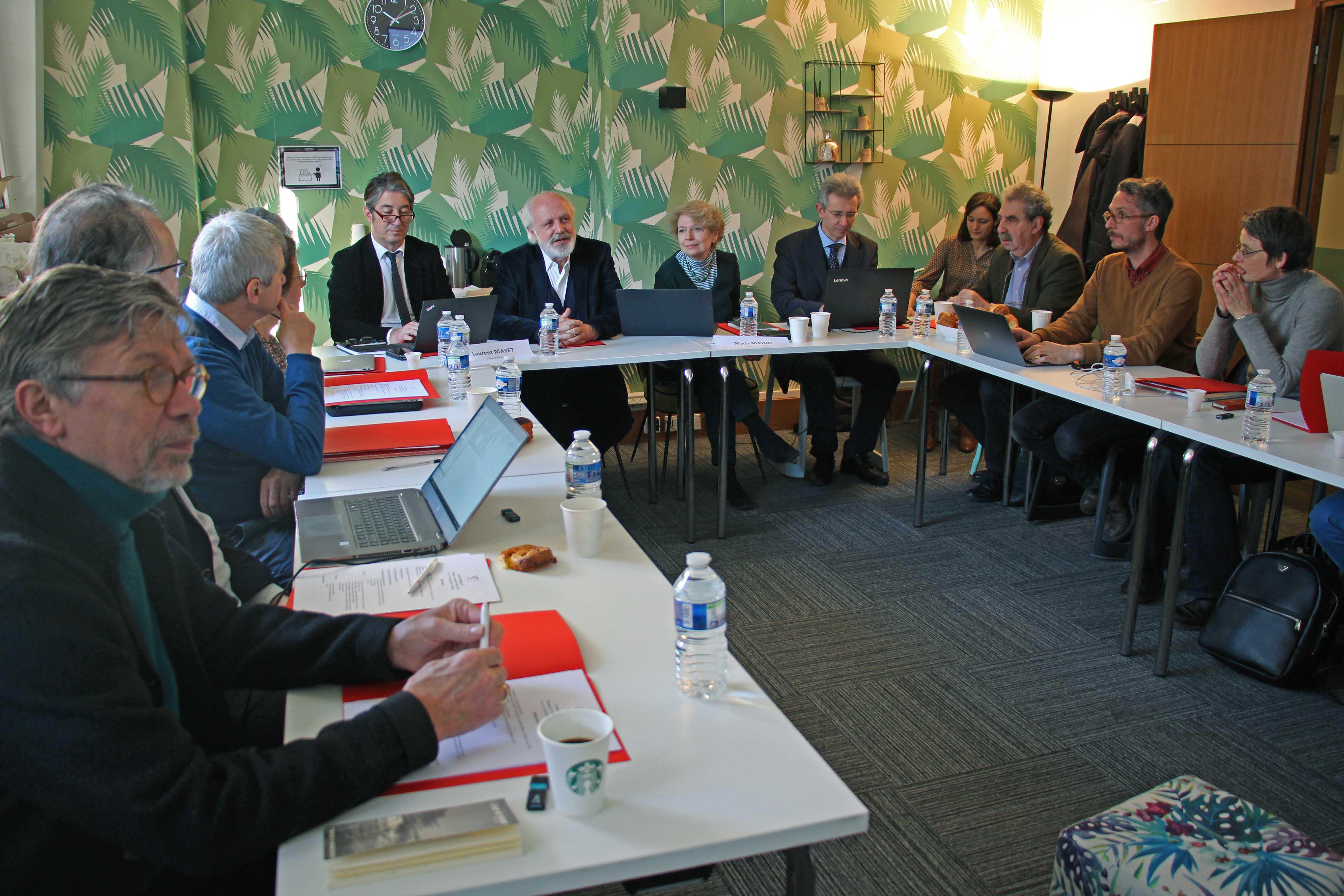
Réunion du conseil scientifique du Centre européen de musique en février 2020. De gauche à droite : Jean-Michel Besnier, Fredrik Ullén, Bernard Sève, Salwa Castelo-Branco, Laurent Mayet, Jorge Chaminé, Maria Majno.

## Lieux clés
Le projet de Centre européen de musique couvre une superficie de plus de 8 000 m2, comprenant un complexe architectural conçu pour s’intégrer dans le parc paysager qui s’étend de la Colline des Impressionnistes jusqu’aux berges de la Seine où se situe la Maison de Bizet. La Villa Viardot, au même titre que la Maison Bizet, ferait partie intégrante du CEM. La restauration de la Maison de Bizet, la Villa Viardot et la création de l’Espace Carmen constitueraient la réalisation de la première étape du projet du CEM.

### La maison de Georges Bizet
Située au bord de la Seine, l’histoire de la maison est intimement liée à celle de Georges Bizet, où il vécut et écrivit son œuvre la plus connue, Carmen, au cours de l’année 1874. Créé en 1875 à l’Opéra Comique de Paris, trois mois avant la disparition du compositeur, Carmen deviendra l’un des opéras les plus célèbres et les plus représentés au monde. En juin 2017, une campagne de financement participative a été lancée par le CEM pour la sauvegarde de la Maison de Georges Bizet,. Grâce aux dons des contributeurs et à l’apport essentiel du Département des Yvelines la Maison est aujourd’hui sauvée. Dans le futur, celle-ci comportera un espace consacré au compositeur avec une exposition permanente de souvenirs de Georges Bizet, et pourra également accueillir des artistes en résidence.

### L'espace Carmen
Sur le terrain avoisinant la Maison de Bizet, le bâtiment dit « la ferme », propriété de la mairie de Bougival, sera transformé en un « Espace Carmen », porte d’entrée du CEM et structure d’accueil des visiteurs. Lieu d’une exposition permanente autour de Carmen, il regroupera un auditorium/salle polyvalente, un studio d’enregistrement et une librairie-boutique offrant des produits dérivés de qualité. L’activité se développera dès la saison 2019/2020 avec l’organisation régulière de concerts, de festivals, de classes de maître publiques, de conférences, de projections cinématographiques et chorégraphiques ainsi que d’autres activités culturelles.

### La villa Viardot
Située au cœur de la Colline des Impressionnistes, cette demeure de style Directoire construite en 1830 appartenait à Pauline Viardot, illustre cantatrice que Franz Liszt nommait « l’archimusicienne », sœur de la Malibran et grande figure de la vie culturelle européenne de l’époque. Frédéric Chopin, George Sand, Johannes Brahms, Franz Liszt, Clara et Robert Schumann, Hector Berlioz, Richard Wagner, Saint-Saëns entre autres, comptaient parmi ses amis. Femme de lettres et de culture, elle animait chez elle un salon des plus en vogue où elle recevait tous les grands noms de la scène artistique et culturelle. Grâce aux démarches entreprises par Jorge Chaminé auprès de la mission Bern, la Villa Viardot figure parmi les 18 sites sélectionnés pour bénéficier du Loto du patrimoine, permettant de débloquer une partie des financements nécessaires à sa restauration,.
Les salons de la Villa accueilleront des rencontres musicales et littéraires, renouant avec l’esprit du Salon Romantique. La Villa sera le lieu de résidence de personnalités invitées par le CEM et abritera également des archives destinées à la famille García-Viardot. Le théâtre de verdure en plein air, situé derrière, sera utilisé pour organiser des concerts l’été.

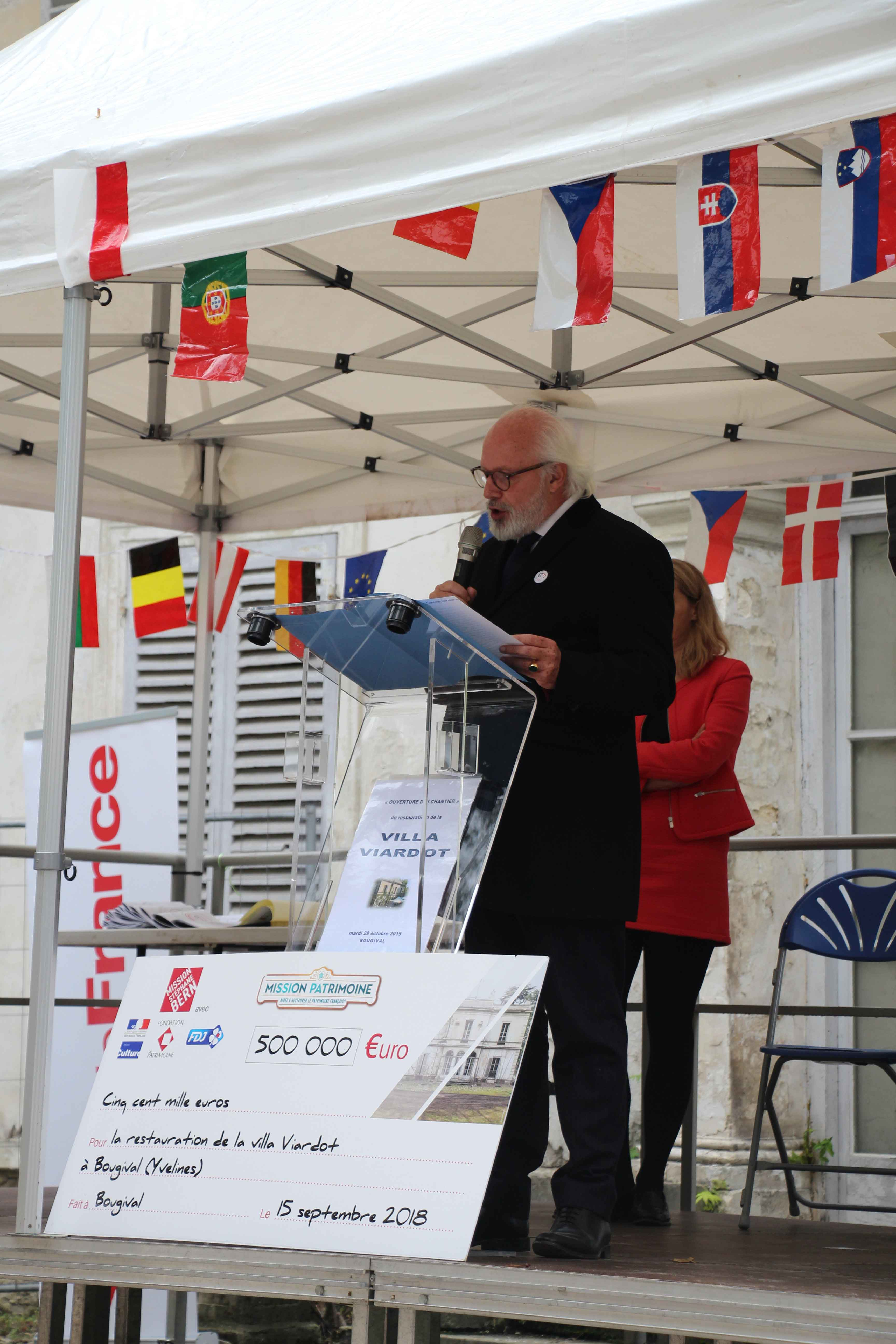
Discours de Jorge Chaminé devant la Villa Viardot lors de l'inauguration des travaux de restauration (29 octobre 2019)

### Les nouveaux bâtiments
Les nouveaux bâtiments du Centre européen de musique seront construits sur l’ancienne friche attenante à l’Espace Carmen. Ils disposeront, :
- d’un pôle d’enseignement et de recherche avec un grand amphithéâtre, une bibliothèque et des capacités d’accueil et de restauration ;
- d’un laboratoire de recherche sur les liens entre musique et cerveau ;
- d’un centre thérapeutique et sportif ;
- d’une résidence intergénérationnelle, destinée aux étudiants du CEM et aux musiciens retraités ;
- d’une agora des traditions et cultures musicales.

## Projet pédagogique
Le CEM proposera un enseignement en deux ans, destiné à de jeunes artistes sortant des conservatoires et des universités. Il sera organisé en quatre filières : chant, instruments, musique de chambre et direction d’orchestre. L’enseignement du CEM aura trois objectifs principaux :
- la formation et le perfectionnement de jeunes artistes en vue d’entrer dans la vie professionnelle ;
- la transmission du patrimoine musical et plus particulièrement de la musique romantique européenne ;
- le partage des savoirs, des pratiques et des valeurs.

## Commémorations du bicentenaire de la naissance de Pauline García Viardot
En 2021, se déroulent les commémorations du bicentenaire de la naissance de Pauline Viardot, figure tutélaire du Centre européen de musique. A cette occasion, le CEM, en partenariat avec l'académie de Paris, l'Institut de France et l'Opéra Comique, est à l'initiative, participe et co-organise plusieurs événements célébrant la mémoire de la compositrice et cantatrice : rencontres avec des élèves, expositions, colloques et concerts,,.

## Chaîne de solidarité pour l'Ukraine
Le CEM, à l'initiative de son président, Jorge Chaminé, lance une chaîne de solidarité pour l'Ukraine. À la suite de l'invasion russe en Ukraine en février 2022, cette chaîne est lancée pour venir en aide aux musiciens ukrainiens. Une charte est signée par de nombreuses institutions selon le CEM, elle engage à faciliter l'accueil des musiciens contraints de quitter leur pays en guerre. La charte propose aussi un rapprochement entre musiciens ukrainiens et russes .

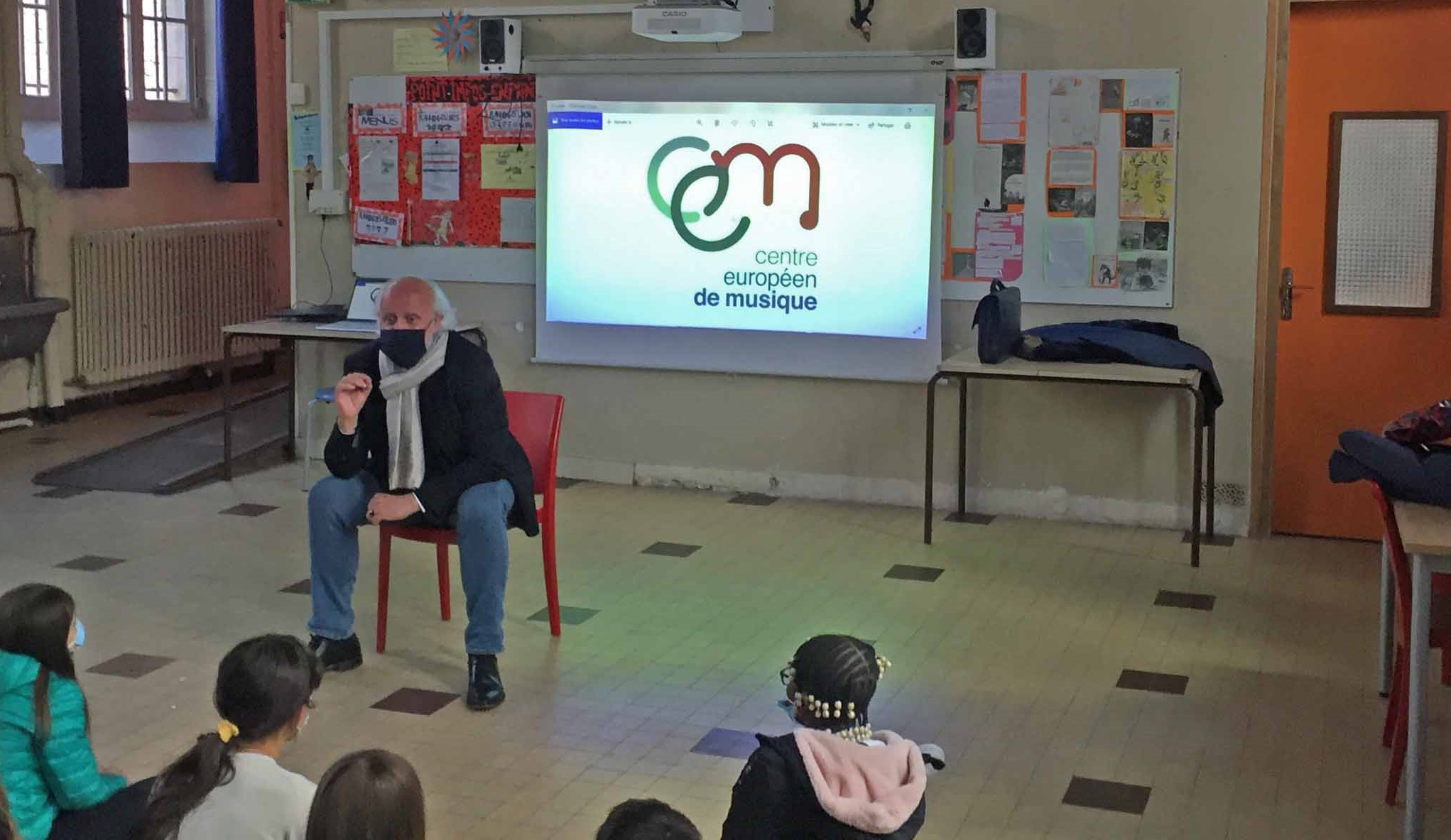
Jorge Chaminé, président-fondateur du Centre européen de musique se rend dans les écoles pour évoquer Pauline Viardot à l'occasion de la célébration du bicentenaire de sa naissance.

## Partenaires
Le Centre européen de musique est soutenu financièrement par la Fondation la Forlane, la Fondation Carasso, la Fondation Hippocrène et le Groupe SFA. La BNP Paribas apporte également son soutien au CEM avec un mécénat de compétences. Le projet bénéficie de l’appui de personnalités politiques et culturelles et notamment de Teresa Berganza, Plácido Domingo, Stéphane Bern et Natalie Dessay.